# Manfredo Fest
Pour les articles homonymes, voir Fest.
Manfredo Irmin Fest, né le 13 mai 1936 à Porto Alegre et mort le 8 octobre 1999 à Tampa, est un pianiste de bossa nova et de jazz, claviériste et chef d'orchestre brésilien.
Avec ses compatriotes musiciens J. T. Meirelles, Luiz Eça, Luís Carlos Vinhas, João Donato et Sérgio Mendes, il est un des principaux contributeurs du style Samba jazz.

## Biographie
Le père de Manfredo Fest est un pianiste de concert allemand qui enseignait à l'université de Porto Alegre. Bien qu'il soit aveugle, il apprend à lire la musique en braille. Sa formation musicale initiale est classique, mais, à 17 ans, il s'intéresse aux œuvres jazz de George Shearing et Bill Evans. Dès l'université, il joue de la bossa nova à São Paulo.
En 1961, Fest est diplômé en piano de l'Université fédérale du Rio Grande do Sul. Il apprend également à jouer du clavier et du saxophone. Un an plus tard, il commence sa carrière musicale en jouant dans des bars, clubs et pubs. En 1963, il enregistre son premier LP, intitulé Bossa Nova, Nova Bossa. Dans cet album, il est accompagné de Humberto Clayber (basse), Antonio Pinheiro (batterie) et Hector Costita (saxophone et flûte).
Dans les années 1970, il voyage aux États-Unis où il travaille avec Sérgio Mendes. Son premier album américain, Manifestations, sort en 1978. Il travaille avec des groupes comme Béla Fleck and the Flecktones.
Il meurt d'une insuffisance hépatique à l'âge de 63 ans à Tampa, en Floride, non loin de son domicile de Palm Harbor, où il vivait depuis 12 ans,.

## Discographie
- 1961 : Classicos Dos Boleros
- 1963 : Bossa nova, nova bossa (RGE)
- 1963 : Evolução (RGE)
- 1965 : Manfredo Fest Trio (RGE)
- 1965 : Some people
- 1966 : Alma Brasiliera (RGE)
- 1969 : Bossa Rio (A&M)
- 1970 : Alegria
- 1972 : After Hours
- 1972 : Bossa rock blues
- 1976 : Brazilian Dorian dream
- 1978 : Manifestations
- 1987 : Braziliana  (DMP)
- 1989 : Jungle Cat (DMP)
- 1992 : Manfredo Fest and friends
- 1994 : Oferenda
- 1995 : Começar de novo (To begin again)
- 1996 : Fascinating rhythm
- 1997 : Amazonas
- 1998 : Just Jobim (DMP) [SACD]